# Saussurea pennata
Saussurea pennata là một loài thực vật có hoa trong họ Cúc. Loài này được Koidz. miêu tả khoa học đầu tiên năm 1915.